# Souleymane Doukara
 (mars 2024).
Souleymane Doukara, né le 29 septembre 1991 à Meudon, est un footballeur international mauritainien, qui possède aussi les nationalités françaises et sénégalaises. Il joue au poste d'attaquant au Magusa TGSK.

## Biographie

### En club

#### Les débuts en Île-de-France
Souleymane Doukara naît à Meudon en 1991 et dispose de la double nationalité franco-mauritanienne. Il commence le football au SCM Châtillon, avant de rejoindre le CA Paris puis le Paris UC.

#### L'arrivée en Italie dans les divisions inférieures
À l'âge de 17 ans, Souleymane Doukara est repéré par un manager italien, Malick Ba, associé à un jeune agent franco-sénégalais Badou Badji, qui le convainc de rejoindre le Rovigo Calcio qui évolue en quatrième division. Mais à l'issue de la saison, le club est relégué en Serie D. Il reste trois saisons au sein du club vénitien et y dispute 76 rencontres, inscrivant 10 buts.
Il rejoint ensuite l'US Vibonese Calcio et retrouve ainsi la Lega Pro Seconda Divisione, où il dispute 37 matches de championnat et inscrit 13 buts.

#### La découverte du haut niveau au Calcio Catane
Souleymane Doukara signe le 8 juillet 2012 au Calcio Catane pour cinq ans.
Il y dispute son premier match de Serie A le 16 septembre 2012 face à l'AC Fiorentina en remplaçant Papu Gómez à la 89e minute de jeu (défaite 2-0). Il est titularisé pour la première fois face au Cagliari Calcio le 10 novembre 2012 (match nul 0-0). Pour sa première saison, il participe à 14 matches toutes compétitions confondues mais n'inscrit aucun but.

#### Prêt à la Juve Stabia
Souleymane Doukara est prêté le 2 septembre 2013 à la Juve Stabia en Serie B avec option d'achat.
Il y dispute son premier match le 8 septembre 2013 face à la Reggina Calcio en Serie B en remplaçant Adriano Mezavilla à la mi-temps (défaite 3-1). Le 23 novembre 2013, il inscrit son premier but sous ses nouvelles couleurs face au Trapani Calcio, au cours de ce match il délivre également une passe décisive à Ali Sowe (défaite 2-3).

#### Ettifaq
Le 22 août 2019, il s'engage pour deux saisons en faveur du club saoudien d'Al Ettifaq.

#### Giresunspor
Le 16 août 2021, il rejoint le Giresunspor, promu en Süper Lig. Le 23 septembre 2021, il inscrit son premier but face au Fenerbahçe SK. Face au Fatih Karagümrük le 5 décembre 2021, Doukara inscrit un doublé qui permet à son club de s'imposer 3-1. En mars 2022, il est renvoyé par le club pour avoir rigolé avec les supporters de son ancienne équipe, Antalyaspor, après une défaite 4-1 de Giresunspor.

#### APO Levadiakos
Le 29 septembre 2022, il rejoint l'APO Levadiakos.

### En sélection
Le 23 décembre 2021, il fait partie de la sélection de joueurs mauritaniens pour participer à la Coupe d'Afrique des nations 2021. Le 30 décembre 2021, il honore sa première sélection en équipe de Mauritanie face au Burkina Faso en amical. Le 12 janvier 2022, il dispute son unique match de la CAN 2021 contre la Gambie, en remplaçant Abdallahi Mahmoud à l'heure de jeu. En décembre 2023, il est retenu dans la liste des vingt-cinq joueurs mauritaniens sélectionnés par Amir Abdou pour disputer la Coupe d'Afrique des nations 2023.

## Statistiques
| Saison                | Club                  | Championnat           | Championnat | Championnat | Coupe(s) nationale(s) | Coupe(s) nationale(s) | Total | Total |
| Saison                | Club                  | Division              | M.          | B.          | M.                    | B.                    | M.    | B.    |
| 2008–2009             | Rovigo Calcio         | Seconda Divisione     | 7           | 0           | ?                     | ?                     | 7     | 0     |
| 2009–2010             | Rovigo Calcio         | Serie D               | 36          | 5           | ?                     | ?                     | 36    | 5     |
| 2010–2011             | Rovigo Calcio         | Serie D               | 33          | 5           | ?                     | ?                     | 33    | 5     |
| 2011–2012             | US Vibonese Calcio    | Seconda Divisione     | 37          | 13          | ?                     | ?                     | 37    | 13    |
| 2012–2013             | Calcio Catane         | Serie A               | 12          | 0           | 2                     | 0                     | 14    | 0     |
| 2013–2014             | Calcio Catane         | Serie A               | 1           | 0           | 0                     | 0                     | 1     | 0     |
| 2013–2014             | Juve Stabia (prêt)    | Serie B               | 21          | 6           | 0                     | 0                     | 21    | 6     |
| 2014–2015             | Leeds United (prêt)   | Championship          | 0           | 0           | 0                     | 0                     | 0     | 0     |
| Total sur la carrière | Total sur la carrière | Total sur la carrière | 147         | 29          | 2                     | 0                     | 149   | 29    |